# 卡內奧赫 (夏威夷州)
卡內奧赫（英語：Kaneohe）是位於美國夏威夷州檀香山縣的一個人口普查指定地區。

## 地理
卡內奧赫的座標為21°24′33″N 157°47′57″W / 21.40917°N 157.79917°W，而該地最高點為海拔高度28米（即92英尺）。

## 人口
根據2010年美國人口普查的數據，卡內奧赫的面積為22.10平方千米，當中陸地面積為17.10平方千米，而水域面積為5.00平方千米。當地共有人口34597人，而人口密度為每平方千米1,565.48人。